# Dăbrava, Blagoevgrad
Dăbrava (în bulgară Дъбрава ) este un sat  în Obștina Blagoevgrad, Regiunea Blagoevgrad, Bulgaria.

## Demografie
Componența etnică a satului Dăbrava
     Bulgari (96,11%)
     Nicio identificare (3,88%)
     Altele (0%)
La recensământul din 2011, populația satului Dăbrava era de 103 locuitori. Din punct de vedere etnic, majoritatea locuitorilor (96,11%) erau bulgari. Pentru 3,88% din locuitori nu este cunoscută apartenența etnică.